# Niederwil, Aargau

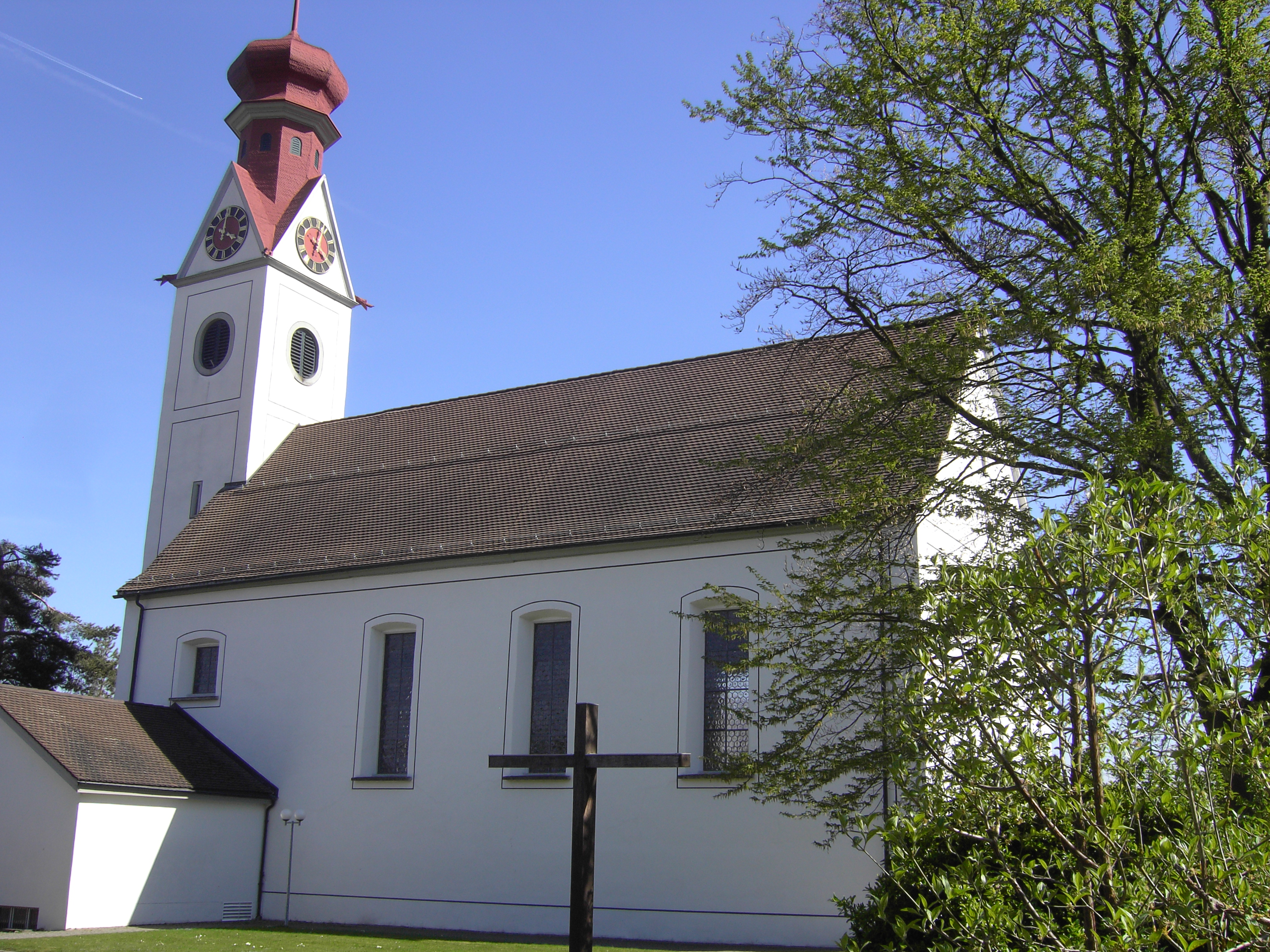
Romersk-katolska kyrkan i Niederwil.

Niederwil (schweizertyska: Niderwil) är en ort och kommun i distriktet Bremgarten i kantonen Aargau, Schweiz. Kommunen har 3 042 invånare (2023).
Kommunen består av ortsdelarna Niederwil, Nesselnbach och Gnadenthal.